# Henryk Urich
Henryk Urich (ur. 15 sierpnia 1916 w Wiedniu, zm. 2015 w Londynie) – polski i brytyjski neuropatolog. Podchorąży profesor doktor nauk medycznych, kierownik Katedry Neuropatologii w London Hospital Medical School.

## Życiorys
Syn Joachima i Marii z domu Rosenstock. Służył w Wojsku Polskim we Francji, po wkroczeniu wojsk hitlerowskich ewakuował się do Wielkiej Brytanii. W 1943 uzyskał stopień doktora nauk medycznych na Polskim Wydziale Lekarskim na Uniwersytecie w Edynburgu. W 1944 wyruszył na front, był lekarzem w II Korpusie Medycznym 4 Brygady Karabinierów oraz w 1 i 3 spadochronowym batalionie strzelców wchodzących w skład 1 Samodzielnej Brygady Spadochronowej, uczestniczył w Operacji Market Garden pod Arnhem, w uznaniu waleczności i zaangażowania w ratowaniu życia rannych żołnierzy został odznaczony odznaczeniem brytyjskim Fields Parachutes, Krzyżem Walecznych, czterema brytyjskimi odznaczeniami. Od 1947 pracował w szpitalu chorób zakaźnych (South Devon and East Cornwall Hospital) w Plymouth. 28 maja 1949 otrzymał obywatelstwo brytyjskie. W 1952 powierzono mu stanowisko asystenta na Wydziale Anatomii Patologicznej University of Bristol, w 1955 przeniósł się do zakładu neuropatologii, gdzie był pracownikiem naukowym. W 1958 ponowił obronę pracy doktorskiej na University of Bristol, a następnie związał się zawodowo z Zakładem Anatomii Patologicznej i Katedrą Neuropatologii University of London, którą kierował i gdzie prowadził badania nad zmianami chorobowymi w mózgu. Dorobek naukowy Henryka Uricha obejmuje ponad 30 prac naukowych, był członkiem Wydziału Przyrodniczego Polskiego Towarzystwa Naukowego na Obczyźnie